# F-Zero Climax
F-Zero Climax é um jogo eletrônico produzido pela Suzak Inc. e publicado pela Nintendo para o Game Boy Advance. Foi lançado exclusivamente no Japão em 21 de Outubro de 2004 e é o ultimo F-Zero novo a ter sido lançado ate o lançamento do F-Zero 99. 
Os jogadores correm em veículos em vários circuitos enquanto superam obstáculos. Embora o jogo seja um jogo de corrida 2D, seu efeito gráfico Mode 7 permite que a pista seja dimensionada e girada ao redor do veículo para simular um ambiente 3D. O Climax permite que os jogadores armazenem aumentos de velocidade recompensados para usar com aumentos de velocidade que drenam energia, podendo ser restaurada ao passar por áreas específicas da pista.
F-Zero Climax é o único jogo da franquia a permitir editar as pistas e enviar elas via o Cabo Game Link do GBA 

## Jogabilidade
F-Zero Climax é um jogo de corrida sucessor do  F-Zero: GP Legend e com isso, mantem uma jogabilidade semelhante ao seu antecessor.  Os jogadores selecionam seus veículos e correm em cinquenta e três percursos , evitando obstáculos como gelo e bombas.  Cada nave de corrida contém freios a ar para derrapar em curvas fechadas pressionando os gatilhos L e R do console.  A saúde e a capacidade de aumento de velocidade de um veículo após a primeira volta são medidas por um medidor de energia. "Boosting" aumenta brevemente a velocidade do piloto enquanto drena sua energia. O jogador também é recompensado com um aumento de velocidade armazenado para cada volta completada. No entanto, isso causa aumento de drenagem de energia, resultando em um aumento de velocidade máxima do veiculo, repondo a energia deles ao passar por placas rosas que estão posicionadas ao longo da pista.
Os jogadores podem causar danos aos competidores com dois ataques: um ataque giratório que gira rapidamente todo o veículo ou um ataque lateral. O primeiro é novo na série 2D de F-Zero . Os jogadores também podem fazer um ataque giratorio (Spin attack) durante um aumento de velocidade para causar dano extra. O jogo oferece quatro predefinições de esquema de controle e configurações de botões personalizadas. 
Climax possui vários modos de jogo e opções, alguns dos quais foram herdados de GP Legend. 
- Grand Prix: o jogador corre contra vinte e três oponentes através de três voltas em cada pista em uma copa.  Cada uma das quatro taças disponíveis e possui vários níveis de dificuldade . A seleção da pistas é feito pelas copas e pode variar de acordo com o nível de dificuldade escolhido. [5]
- Time Attack: permite que os jogadores escolham qualquer pista para completá-la no menor tempo possível.[5]
- Zero Test: é uma opção selecionável no Time Attack, onde os jogadores podem completar trinta e seis contra-relógio em uma pequena seção da pista. [5]
- Survivor: consiste em objetivos baseados em missões, como percorrer percursos com a saúde esgotada e competir com um oponente em uma pista curta sem guarda-corpo, sem sair do percurso na linha de chegada por meio de frenagem. Completar uma série de desafios de sobrevivência desbloqueia uma biografia do personagem com um breve resumo do episódio da série de anime da TV Tokyo F-Zero: GP Legend.[5]
- Multiplayer: é onde dois a quatro jogadores podem competir simultaneamente. [5]

O modo de edição permite que o jogador crie novos circuitos. Os jogadores podem colocar objetos na pista podendo mudar o tamanhos e formas desses objetos. Cada objeto possui uma lista de obstáculos disponíveis. Os objetos da pista são avaliadas em pontos variados, por exemplo, peças maiores valem mais pontos. 
Um circuito pode ter até 255 pontos.  Os jogadores podem participar de corridas neles ou configurar ângulos de câmera para observar pilotos controlados por inteligência artificial (IA). Os Circuitos personalizados podem ser salvas em um dos trinta slots para uso futuro e compartilhadas com outros jogadores via Game Link Cable . O jogo também pode gerar uma senha específica para um circuito que pode ser inserida em qualquer cartucho do jogo para uma nova edição ou compartilhamento.

## Promoção e lançamento
Informações sobre a existência e o título 'F-Zero Climax foram vazadas por varejistas japoneses semanas antes de seu anúncio oficial pela Nintendo.  O jogo foi desenvolvido pela Suzak Ink. e publicado pela Nintendo para o GBA.  Yukata Hirata e Azusa Tajima atuaram como diretores, Hitoshi Yamagami como produtor e Kenji Hikita como compositor. Climax manteve a utilização do motor grafico Mode 7 visto em jogos F-Zero de GBA lançados anteriormente, permitindo que a pista seja dimensionada e girada ao redor do veículo para simular um ambiente 3D. Foi originalmente usado como um recurso de vitrine para o jogo Super NES F-Zero. Assim como GP Legend, Climax está vinculado à série de anime. que foi lançada no Japão  Foi originalmente lançado exclusivamente no Japão em 21 de outubro de 2004 e vendeu 5.049 cópias durante os primeiros três dias de venda.  O jogo foi relançado no Virtual Console japonês do Wii U em 16 de dezembro de 2015.

## Recepção
Por ter sido lançado exclusivamente no Japão, houve poucas reviews a respeito do jogo. A Nintendo World Report's deu nota 7.5/10 botando o modo Grand Prix como o grande ponto negativo do jogo por ser sem inspiração.

## Ligações externos
- F-Zero Climax em Nintendo.co.jp (em japonês)